# Школа для дітей англійської адміністрації Юзівського металургійного заводу
Школа для дітей англійської адміністрації юзівського металургійного заводу (Івана Ткаченка, 113) — пам'ятник архітектури місцевого значення в Донецьку. Збудована в 1877-1879 роках. Це один з найстарших будинків у місті. Ім'я архітектора не збереглося.
Планування будинку — симетричне. Є два бічних входи, які були увінчані плоскими портиками з напівколонами іонічного ордеру і балконами другого поверху. Вигляд будинку згодом змінився — були прибрані балкони, замінені вікна й двері. Будинок школи створений в традиціях класичної архітектури, фасад доповнений витонченими й строгими капітелями колон, обрамленням вікон, профілями карнизів.

## Публікації
- «Школа для англійців» — Методій Мартинов «Життя-Тиждень», 25.04.2002, № 62